# St Martin's Church
La St Martin Church di Bladon si trova vicino a Woodstock nell'Oxfordshire, in Inghilterra, Regno Unito. 
È la Chiesa Anglicana parrocchiale di Bladon e Woodstock, nonché la Chiesa madre di Santa Maria Maddalena a Woodstock.
La Chiesa è conosciuta perché nel suo camposanto si trova la tomba di Sir Winston Churchill, che espresse il desiderio di essere sepolto proprio a Bladon, il piccolo villaggio vicino alla casa di famiglia di Blenheim. 
Il 30 gennaio 1965, dopo i funerali di stato presso la Cattedrale di San Paolo a Londra, il corpo del grande statista fu trasportato con un treno a Bladon, dove fu sepolto con una cerimonia privata, officiata dal Rettore della Chiesa, a cui parteciparono solo parenti e amici intimi. Nel 1977 il corpo della moglie, Lady Clementine, è stato sepolto accanto a quello del marito nella stessa tomba.
Nel 1998, la pietra tombale venne sostituita a causa dell'usura causata dalla visita negli anni dei numerosi turisti. La nuova pietra venne inaugurata con una cerimonia a cui parteciparono i membri della famiglia Spencer-Churchill. Nel luglio 2006, dopo soli 8 anni, la pietra venne nuovamente pulita e restaurata.
Il camposanto, oltre alla tomba di Winston Churchill, contiene anche le tombe dei suoi genitori (Lord Randolph Churchill e Jennie Jerome), di suo fratello Jack, dei suoi figli Randolph, Diana e Sarah, del suo genero Christopher Soames, e di suo nipote Winston.
Altri membri della famiglia Churchill sono tumulati qui: Consuelo Vanderbilt, ultima Duchessa di Marlborough moglie del nono Duca ed il loro figlio Lord Ivor Charles Spencer-Churchill.